# (4170) Semmelweis
(4170) Semmelweis es un asteroide perteneciente al cinturón de asteroides, descubierto el 6 de agosto de 1980 por Zdeňka Vávrová desde el Observatorio Kleť, České Budějovice, República Checa.

## Designación y nombre
Designado provisionalmente como 1980 PT. Fue nombrado Semmelweis en honor al médico húngaro descubridor de la sepsis puerperal Ignác Semmelweis,